# 西部薬品
西部薬品株式会社（せいぶやくひん）は、佐賀県佐賀市本庄町大字本庄1269番地1に本社を置く、主に医薬品・医療機器の卸売りを扱う企業であった。現在は、メディセオ・パルタックホールディングスグループの一社「アトル」である。

## 概要
- 代表取締役社長　辻庚一
- 資本金 5,000万円

## 沿革
- 1962年8月 - 佐賀県佐賀市に佐賀薬品・辻薬店・松尾薬局が企業統合して資本金400万円で西部薬品株式会社を設立。
- 1963年6月 - 東京都に「大鵬薬品工業株式会社」（大塚製薬と全国の主要卸業者が出資して設立された企業である）設立。佐賀地区独占販売契約を締結。大鵬薬品工業は1県1社代理店制度を採用する。
- 1990年4月 - 福岡県の株式会社ユニックと佐賀県佐賀市の西部薬品株式会社と合併。

## 営業所
- 佐賀県:佐賀市・唐津市・鳥栖市・伊万里市・武雄市
- 長崎県:長崎市・佐世保市・大村市
- 福岡県:前原市（現・糸島市）

## 主な取引メーカー
- 武田薬品
- 藤沢薬品
- 大塚製薬
- 第一製薬
- 萬有製薬
- 大鵬薬品工業
- 協和発酵
- 富山化学
- 日本新薬
- 台糖ファイザー
- 持田製薬
- 小野薬品
- ブリストルマイヤーズスクイブ
- 田辺製薬
- 三共